# Ilias Bukis
Ilias Bukis (gr. Ηλίας Μπούκης; ur. 21 lutego 1983) – grecki zapaśnik walczący w stylu klasycznym. Zajął 27 miejsce na mistrzostwach świata w 2013 i 21 miejsce na mistrzostwach Europy w 2013. Brązowy medalista mistrzostw śródziemnomorskich w 2012. Czternasty na igrzyskach wojskowych w 2015. Trzeci na plażowych MŚ w 2014 roku.